# Total Club Manager 2003
Total Club Manager 2003 – strategiczno-sportowa gra komputerowa. 
Gracz wciela się w trenera piłkarskiego. Na początku rozdziela punkty zdolności pomiędzy kilka cech trenerskich. Grając, wypełnia różne cele, na przykład wygrywa kilka meczów z rzędu i awansuje na wyższe poziomy doświadczenia. Przed podjęciem pracy gracz negocjuje długość kontraktu, wysokość gaży i zadania do spełnienia. Jeśli warunki umowy zostają złamane, dostaje wysokie odszkodowanie. Ważne są kontakty z prasą i zaufanie kibiców.
Gra liczy 34 lig, 20 tysięcy piłkarzy i 40 tysięcy juniorów.